# D'amore si vive
D'amore si vive è un film documentario del 1984 diretto da Silvano Agosti.
Il documentario è una scrematura di oltre nove ore di interviste prodotte nella città di Parma per la televisione nell'arco di due anni.
È diviso in sette capitoli che trattano di amore, tenerezza e sessualità.

## Trama
Il film si compone di sette interviste di varia durata.
- Una ragazza parla della recente maternità.
- Una donna racconta la severa educazione alla quale è stata sottoposta e il rapporto con il proprio corpo.
- Franck, un bambino di otto anni, descrive le prime esperienze sentimentali commentando l'atteggiamento degli adulti.
- Una ragazza tossicodipendente prostituitasi per una sola volta non intenzionata a ripetere l'esperienza.
- Anna, una prostituta di mezza età, che ripercorre la propria vita ed esperienze. In sovrimpressione un'avvertenza riporta il decesso di Anna nel giorno successivo all'intervista, per ingestione di acido muriatico.
- Gloria, una transessuale appassionata di musica lirica.
- Lola, un travestito allevatore di piccioni e amante degli animali.
- Scena finale: un bambino con la sindrome di Down accarezza una bambola, ricollegandosi alla sequenza iniziale della giovane madre.[1]